# نادي السروات
نادي السروات. هو نادي رياضي سعودي من مدينة النماص تأسس عام 1977 (لعام 1397هـ).

## تاريخ
تأسس النادي في محافظة النماص جنوب السعودية، وأطلق عليه هذا الاسم تيمنا بسلسلة الجبال الشاهقة وتسمى السروات، كان أول رئيس للنادي هو محمد بن شائق الشمراني، أما أول مدرب فكان حاتم بشري.

## الألعاب المسجلة في النادي

### كرة القدم
لعل أبرز إنجاز حققته اللعبة في تاريخ النادي وصولها للمباراة النهائية على مستوى منطقة عسير في بطولة القرن (كأس المؤسس) الملك عبد العزيز والخسارة بشرف أمام المتمرس المصيف، وفي هذا الموسم قدم الفريق الكروي الأول نتائج جيدة بقيادة مدربه عبد الرحمن درعان فتصدر مجموعته في الدور الأول وتأثر في الدوري الثاني بإيقاف حارس مرماه الأساسي، وسجل فريق درجة الشباب نتائج مشرفة وحل ثانياً في المجموعة التي تصدرها فريق أبها بطل المنطقة وثاني المملكة والصاعد حديثاً لدوري شباب الممتاز والذي فاز على السروات بصعوبة بهدف نظيف في الدور الثاني وذلك تحقق بمدرب مميز هو الوطني تركي فراج العسبلي، وحقق فريق درجة الناشئين نتائج أيضاً مميزة ولم يتعرض هو الأخر سوى لهزيمة واحدة وبمدرب وطني هو محمد صخيف.

### الكاراتيه
أغلب لاعبي هذه اللعبة من الشباب والناشئين ويعد رياض الأسمري أبرز لاعب في النادي ويحمل الحزام البني وحصل على الميدالية الفضية على مستوى المنطقة ومن نجوم اللعبة الآخرين علي حسين الشهري وسليمان خلوفة وعبد الله عوض الأسمري ومحمد عبد الرحمن وعادل سعيد القشيري والأخوين حسام وفائز محمد ظافر، ويدرب فرق النادي الثلاثة المدرب المصري محمود سعد محمود (حزام أسود 4 دان).
والكابتن حسن سعيد القشيري الحاصل على الحزام الأسود 2 دان

### التنس الأرضي
حقق فريق درجة الناشئين نتائج مميزة بتحقيقه لبطولة المنطقة وشارك في بطولة المملكة بالرياض وصنف ضمنها نجم السروات محمد العسبلي من العشرة الأوائل على مستوى المملكة، وحقق فريق درجة الشباب المركز الثاني وفريق الدرجة الأولى المركز الثالث وذلك على مستوى عسير. 
ويدرب الفريق المدرب العربي عمر جابر عاشور

### ألعاب القوى
حقق فريقا الشباب والناشئين المركز الثالث على مستوى منطقة عسير، بينما لم يشارك فريق الدرجة الأولى لعدم اكتمال الأندية المشاركة، ويشرف على تدريب فرق النادي في هذه اللعبة الكابتن حسام عبد اللطيف، ومن إنجازات النادي في هذه اللعبة احتكار اللاعب عبد الرحمن المغيدي رحمه الله المركز الأول على عسير في رمي المطرقة لمدة ثلاث سنوات متتالية.

### كرة الطائرة
حقق فريق درجة الناشئين المركز الثاني على مستوى المنطقة حيث أن هذا الفريق حقق بطولة مجموعته في ثلاث سنوات متتالية ،وحقق فريق درجة الشباب المركز الثالث على مجموعته بينما حقق فريق الدرجة الأولى المركز الرابع على المجموعة.

## النشاط الثقافي والاجتماعي
للأنشطة الثقافية والاجتماعية حضور مميز وكبير ويولي النادي هذا الجانب اهتماماً بالغاً وتتلخص مشاركة النادي في هذا الإطار على :
- المشاركة في الأسابيع العامة كأسبوع الشجرة والمساجد والمرور والنظافة حيث يقوم النادي ممثلاً في القسم الاجتماعي بتوزيع النشرات والملصقات التوعوية الخاصة بهذه الأسابيع السنوية.
- المشاركة في زيارات دورية للمرضى في المستشفيات بالتعاون مع لجنة أصدقاء المرضى ويقدم أبناء النادي هدايا عينية للمرضى.
- احتضان منافسات الألعاب الرياضية المختلفة التي تقيمها إدارة تعليم النماص.
- المشاركة السنوية في مهرجان الطفل.
- تتخذ فرقة رجال الحجر للفنون الشعبية من نادي السروات مقراً لها حيث تشارك هذه الفرقة في مختلف المهرجانات داخل المحافظة وخارجها ويأتي على رأسها مهرجان الجنادرية وحفلات الصيف والموسم السياحي في أبها، كما أحيت الفرقة حفلات استقبال لرؤساء الصين & ليبيا & فنزويلا عند قدومهم للمملكة.

ولنادي السروات مساهمات في مجال التنشيط السياحي حيث يقيم دورة رياضية لكرة القدم على شرف محافظ المحافظة وذلك على كأس رجل الأعمال يحيى آل مرضمة عضو الشرف بالنادي.

## منشآت النادي
يمتلك النادي مقراً مجهزاً بأحدث الوسائل، وملعب كرة قدم مزروع، وملعبين ثلاثيين للطائرة واليد والسلة ،ومكتبة عامة، ومسرحاً خاصاً يتسع لخمسمائة متفرج، وصالة للأسكواش مع ملعب كرة قدم إضافي في شرق المحافظة (في بلدة الفرعة تحديداً) يتم استخدامه وقت الأمطار والضباب.

## وصلات خارجية
- صحيفة السروات